# ملک‌آباد (الیگودرز)
ملک‌آباد روستایی در دهستان پاچه لک شرقی بخش مرکزی شهرستان الیگودرز استان لرستان ایران است.

## جمعیت
بر پایه سرشماری عمومی نفوس و مسکن در سال ۱۳۹۵ جمعیت این مکان ۱۹۶ نفر (۵۹خانوار) بوده‌است.